# Solo: Star Wars Story
Solo: Star Wars Story (v anglickém originále Solo: A Star Wars Story) je americký space western režiséra Rona Howarda z roku 2018; snímek ze světa Star Wars, doplňující filmovou ságu tohoto fikčního světa, pojednává o mládí vesmírného pašeráka Hana Sola. V titulní roli se představil Alden Ehrenreich, v dalších úlohách účinkují Woody Harrelson, Emilia Clarkeová, Donald Glover, Thandie Newton, Phoebe Waller-Bridge, Joonas Suotamo a Paul Bettany. Děj tohoto prequelu se odvíjí před událostmi filmů Rogue One: Star Wars Story a Star Wars: Epizoda IV – Nová naděje.
Do amerických kin byl uveden 25. května 2018.

## České znění
| Postava          | Dabing                           |
| ---------------- | -------------------------------- |
| Han Solo         | Vojtěch Dyk                      |
| Beckett          | Jan Kolařík                      |
| Qi'Ra            | Klára Jandová                    |
| Lando Calrissian | Jan Dolanský                     |
| Dryden Vos       | Josef Pejchal                    |
| L3-37            | Adéla Pristášová                 |
| Rio              | Petr Rychlý                      |
| Enfys Nest       | Berenika Kohoutová / Tomáš Racek |
| Val              | Lenka Vlasáková                  |
| Lady Proxima     | Vanda Károlyi                    |
| náborový úředník | Pavel Nečas                      |
| Weazel           | Ivo Novák                        |
| poručík          | Martin Stránský                  |
| Maul             | Jiří Dvořák                      |